# Detonador

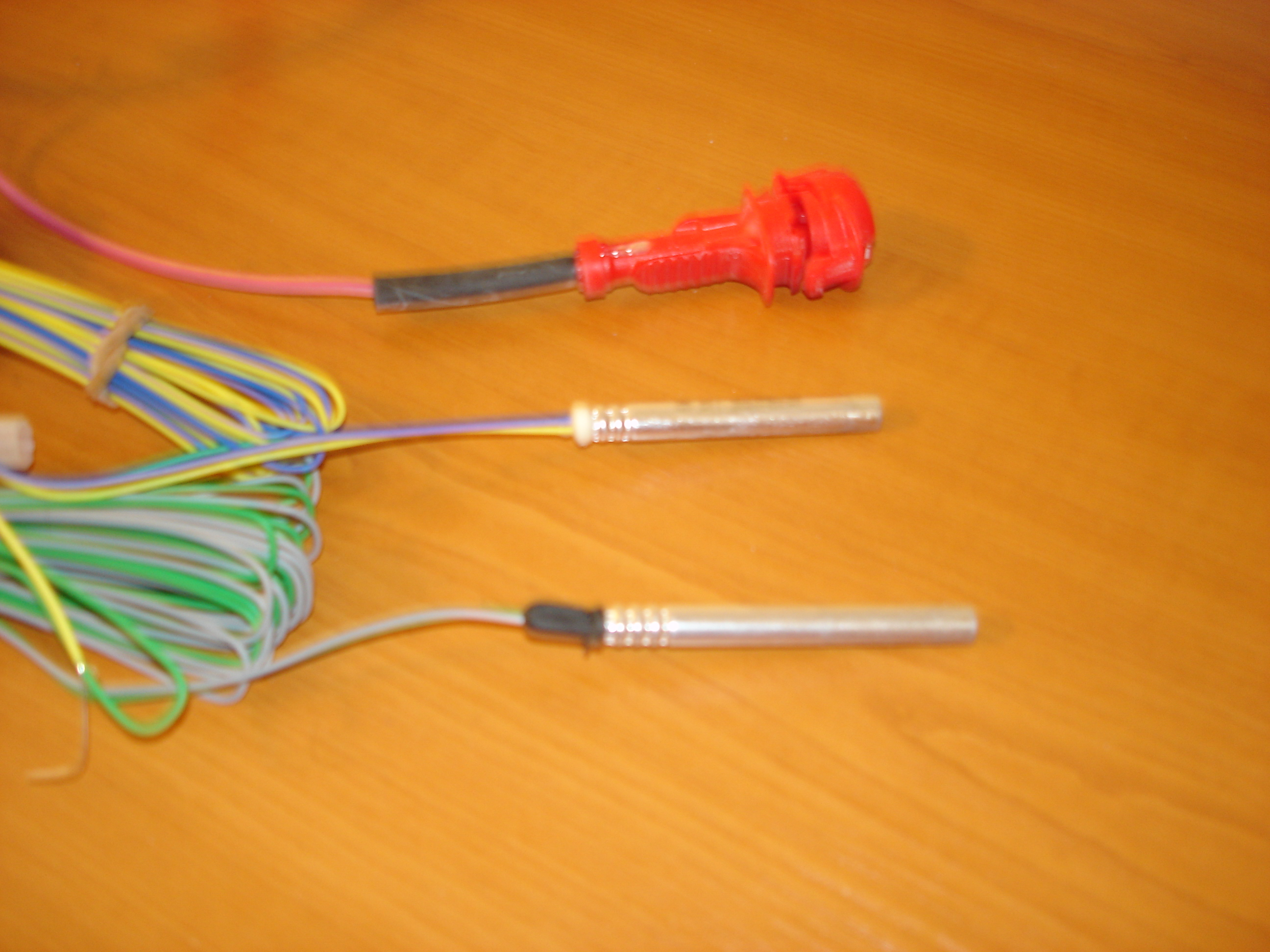
Arriba:Detonador de retardo de 25 minutos Nonel; al medio:Detonador clase B SPD; abajo:Detonador clase C SPD.

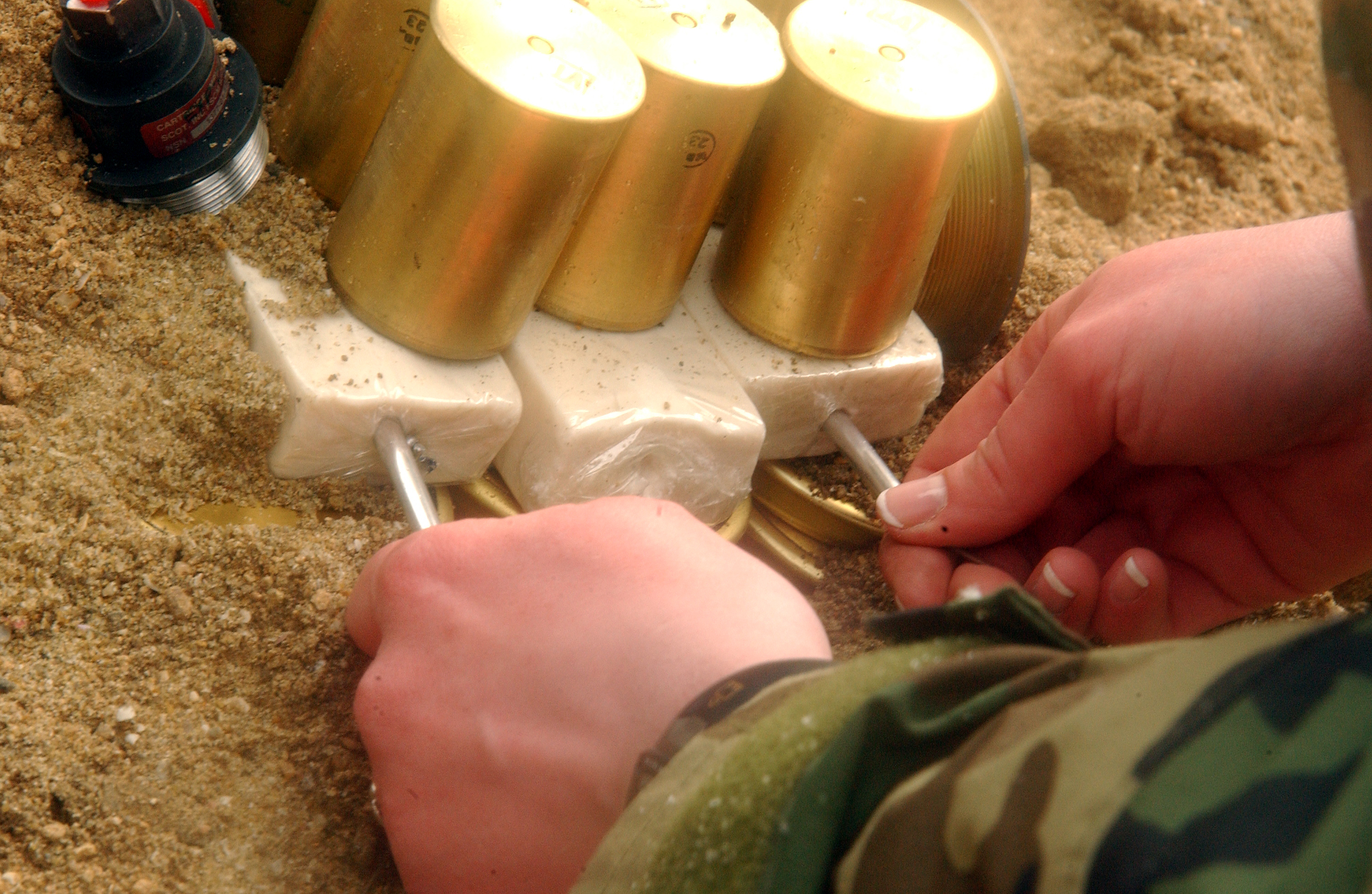
Insertando detonadores en bloques de explosivo plástico C-4.

Un detonador, es un dispositivo iniciador usado para explosionar bombas, cargas explosivas y otros tipos de material explosivo y dispositivos de explosión. Hay tres categorías de detonadores según su retardo: Detonadores eléctricos o no eléctricos instantáneos (DEI), detonadores de período corto (DPC) y detonadores de período largo (DPL). Los detonadores DPC miden el tiempo de retardo en milisegundos mientras que los DPL lo miden en segundos. Según su mecanismo de acción: Químicos, mecánicos o eléctricos, siendo estos dos últimos los tipos más frecuentes utilizados hoy en día. En los artefactos explosivos militares (AEM), tales como granadas de mano o minas navales, los detonadores suelen ser mecánicos. Al contrario, en el uso comercial de explosivos, es más común el uso de  detonadores no eléctricos (Nonel), que han desplazado a los eléctricos por su mayor seguridad.

## Tipos
Se pueden diferenciar principalmente en dos tipos: eléctricos y no eléctricos, aunque hoy en día algunas compañías ya están comercializando detonadores electrónicos, que son mucho más fiables que los eléctricos y más precisos que los no eléctricos.
La diferencia fundamental de eléctricos y no eléctricos reside en que los eléctricos se activan mediante un estímulo eléctrico y los no eléctricos necesitan de otro tipo de estímulo como el calor o una onda de choque activada a través de un tubo de transmisión por ejemplo.

## Composición
En los detonadores comerciales, se pueden encontrar diversos detonadores normales a los cuales se les ha añadido fusibles sensibles (la mayoría al calor, a los golpes o al tacto) en la parte superior. Estos fusibles tienen en su mayoría un material llamado "ASA", compuesto por: azida de plomo, estifnato de plomo y aluminio. Una vez comprimido, se coloca encima de la carga explosiva, TNT o tetril en los detonadores militares y PETN en los detonadores comerciales. Otros materiales como el DDNP (diazodinitrofenol) se usan principalmente para reducir la cantidad de plomo emitido a la atmósfera en las operaciones de minas y canteras. Los detonadores antiguos usaban fulminato de mercurio, a veces mezclado con clorato de potasio para conseguir más potencia, aunque cada vez más van cayendo en desuso por la gran contaminación que generaban. Los detonadores varían mucho tanto en forma como en tamaño, lo cual hace imposible establecer un número de detonador para cada tipo que existe en la actualidad.

## Detonadores en otros campos
En las armas termonucleares, el detonante es una bomba de fisión que provoca reacciones de fusión nucleares.
En situaciones donde se necesita una precisión de nanosegundos, especialmente en ojivas nucleares, se usan detonadores bridgewire. Este tipo de detonadores no llevan ninguna carga explosiva, sino que producen la detonación mediante una descarga eléctrica y haciéndola pasar por un cable muy fino.

## Nuevos desarrollos
Un nuevo desarrollo de detonadores son los detonadores planos. Estos detonadores usan unas placas muy finas cargadas eléctricamente mediante un cable o papel de plata para provocar la primera descarga. Este es el método que se usa en los sistemas de armamento actualmente. Una variante de este concepto se usa en las excavaciones mineras, donde las placas de papel de plata son accionadas por un láser mediante un cable de fibra óptica.